# Антирелігійний терор

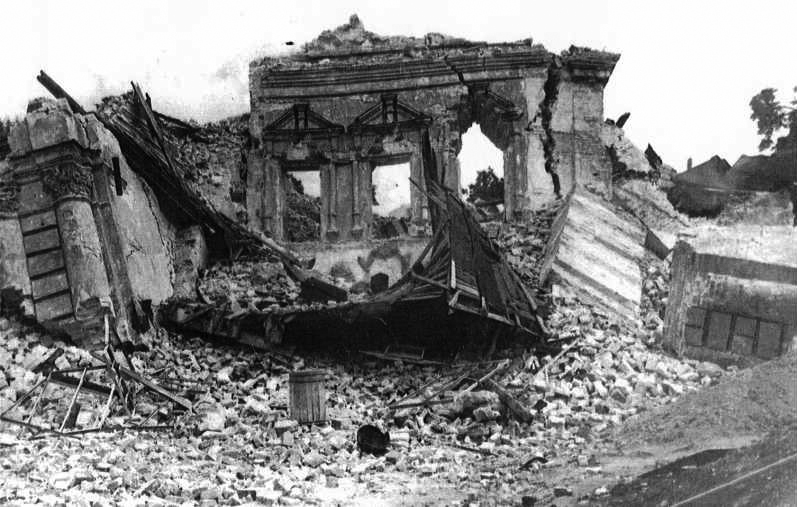
Руїни собору Михайлівського Золотоверхого монастиря після підриву 14 серпня 1937 р.

Як потрапив цей релігійний дурман на сторінки радянського журналу?!. Колаж з «Універсального журналу». 1929 рік.

Антирелігі́йний теро́р — система цілеспрямованих акцій КПРС і уряду СРСР, спрямованих на знищення релігійної свідомості людей, усунення церкви із суспільного життя та запровадження комуністичної та марксистської ідеології. Супроводжувався ліквідацією церковних громад, закриттям чи знесенням культових споруд, переслідуванням та фізичним винищенням духовенства, антирелігійною пропагандою.
Антирелігійний терор розпочався після встановлення радянської влади і був спрямований проти всіх конфесій. На початку 1960-х партійно-радянське керівництво посилило антирелігійну роботу, спрямувавши її в першу чергу проти православної церкви: 1960—1965 було закрито 4165 церков — майже 50 % від їх чисельності 1960, зокрема на Тернопільщині — 36 %. Закриті храми використовували під склади, клуби, спортивні зали, різні музеї, в тому числі музеї атеїзму.
В Україні 1965—1974 щорічно закривали в середньому 48 православних храмів, 1974-1987 — 22. Закрили всі семінарії, за винятком Одеської; із 13 монастирів 1970-ті залишили діючими 7. Внаслідок антирелігійного терору зазнала втрат католицька церква.
У Західній Україні 1944 закрили більшість костелів, понад 100 священиків заарештували й ув'язнили до ВТТ або депортували до Сибір. Решту духовенства після 1945 змусили виїхати до Польщі. На Поділлі, Волині та Східній Галичині залишилося близько 20 священиків.